# Basella
- Commons
- Wikispecies

Basella L. é um gênero botânico da família basellaceae

## Espécies
- Basella alba
- Basella excavata
- Basella leandriana
- Basella madagascariensis
- Basella paniculata
- Basella rubra (Bertalha)
- Lista completa

## Classificação do gênero
| Sistema | Classificação                     | Referência               |
| ------- | --------------------------------- | ------------------------ |
| Linné   | Classe Pentandria, ordem Trigynia | Species plantarum (1753) |